# Villardonnel
Villardonnel är en kommun i departementet Aude i regionen Occitanien  i södra Frankrike. Kommunen ligger  i kantonen Mas-Cabardès som ligger i arrondissementet Carcassonne. År 2022 hade Villardonnel 510 invånare.

## Befolkningsutveckling
Antalet invånare i kommunen Villardonnel
Referens: INSEE